# Elatèrids
Els elatèrids (Elateridae) són una família de coleòpters polífags de la superfamília dels elateroïdeus. Es caracteritzen pel seu inusual mecanisme de "clic"; hi ha poques famílies on els seus membres tinguin el mateix mecanisme, i tots els elatèrids ho posseeixen: una espina en el prostern que pot generar un espetec quan entra en una osca en el mesostern, produint un violent clic que llença a l'insecte a l'aire. Aquest curiós sistema és usat per fugir dels depredadors, i és molt útil quan queda panxa en l'aire i necessita donar-se la volta. Hi unes 10.000 espècies conegudes.

## Taxonomia
Els elatèrids inclouen 18 subfamílies, algunes, com els cebriònids, havien estat considerades famílies independents:
- Subfamília Cebrioninae Latreille, 1802
- Subfamília Agrypninae Candèze, 1857 nomen protectum
- Subfamília Thylacosterninae Fleutiaux, 1920
- Subfamília Lissominae Laporte, 1835
- Subfamília Semiotinae Jakobson, 1913
- Subfamília Campyloxeninae Costa, 1975
- Subfamília Pityobiinae Hyslop, 1917
- Subfamília Oxynopterinae Candèze, 1857
- Subfamília Dendrometrinae Gistel, 1848
- Subfamília Negastriinae Nakane and Kishii, 1956
- Subfamília Elaterinae Leach, 1815
- Subfamília Cardiophorinae Candèze, 1859
- Subfamília Hemiopinae Fleutiaux, 1941
- Subfamília Physodactylinae Lacordaire, 1857
- Subfamília Eudicronychinae Girard, 1971
- Subfamília Subprotelaterinae Fleutiaux, 1920
- Subfamília Morostomatinae Dolin, 2000
- Subfamília Protagrypninae † Dolin, 1973

### Gèneres[calcitació]
- Actenicerus
- Adelocera
- Adrastus
- Aeoloderma
- Aeoloides
- Aeolus
- Agriotes
- Agrypnus
- Alaus
- Ampedus
- Anchastus
- Anostirus
- Aplotarsus
- Athous
- Berninelsonius
- Betarmon
- Brachygonus
- Brachylacon
- Calambus
- Cardiophorus
- Chalcolepidus
- Cidnopus
- Conoderus
- Craspedostethus
- Crepidophorus
- Ctenicera
- Dacnitus
- Dalopius
- Danosoma
- Denticollis
- Diacanthous
- Dicronychus
- Dima
- Drasterius
- Eanus
- Ectamenogonus
- Ectinus
- Elater
- Elathous
- Eopenthes
- Fleutiauxellus
- Haterumelater
- Hemicleus
- Hemicrepidius
- Heteroderes
- Horistonotus
- Hypnoidus
- Hypoganus
- Hypolithus
- Idolus
- Idotarmonides
- Ischnodes
- Isidus
- Itodacne
- Jonthadocerus
- Lacon
- Lanelater
- Limoniscus
- Limonius
- Liotrichus
- Megapenthes
- Melanotus
- Melanoxanthus
- Metanomus
- Mulsanteus
- Negastrius
- Neopristilophus
- Nothodes
- Oedostethus
- Orithales
- Paracardiophorus
- Paraphotistus
- Peripontius
- Pheletes
- Pittonotus
- Pityobius
- Plastocerus
- Podeonius
- Porthmidius
- Procraerus
- Prodrasterius
- Prosternon
- Pseudanostirus
- Pyrophorus
- Quasimus
- Reitterelater
- Selatosomus
- Sericus
- Simodactylus
- Spheniscosomus
- Stenagostus
- Synaptus
- Tetrigus
- Zorochros